# Honda City (1981)
La prima generazione di Honda City (venduta come Honda Jazz in Europa) è una utilitaria compatta prodotta dalla casa automobilistica giapponese Honda dal novembre del 1981. Realizzata inizialmente per il solo mercato interno, è stata esportata anche in Europa andandosi a posizionare nel segmento A per via delle dimensioni estremamente compatte (3,38 metri di lunghezza).  Il codice di telaio del modello era AA per la berlina tre porte, VF per la versione Van e FA per la versione sportiva Turbo e per la Cabriolet (quest'ultima disegnata da Pininfarina).

## Storia
Presentata al salone dell’automobile di Tokyo nell'autunno del 1981 la progettazione del modello partì nel 1978 e durò circa tre anni. La vettura era basata su una meccanica a trazione anteriore con motore trasversale la City aveva una carrozzeria piuttosto corta (lunga poco meno di 3,40 metri) ma abbastanza larga con una disposizione dei posti arretrata in modo da creare maggiore spazio per le gambe a discapito del bagagliaio. Arrivò seconda al premio Car Of The Year 1982 in Giappone. Il design squadrato e spigoloso venne denominato “Tall boy”. Il motore era il 1,231 litri CVCC-II della famiglia motoristica "ER" quattro cilindri, appositamente progettato per la vettura. Nel bagagliaio era disponibile il Motocompo, uno speciale scooter 50 "a scomparsa". Originariamente era disponibile solo versione R più sportiva, successivamente furono introdotte le versioni economica E e due versioni commerciali ("Pro"). Nel settembre 1982 debutta la versione Turbo. 

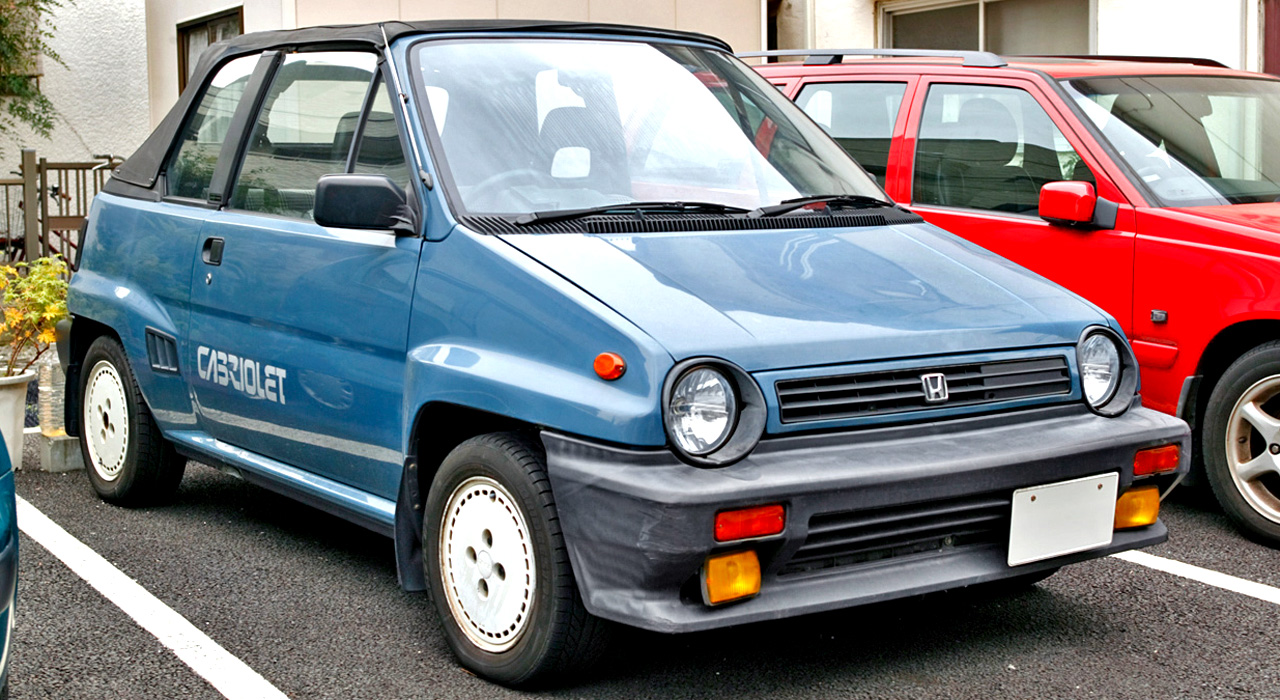
Honda City Cabriolet

La versione cabriolet venne progettata e disegnata da Pininfarina e debuttò nell'agosto 1984. Possedeva la capote in tela e le carreggiate allargate, i parafanghi e i paraurti ereditati dal modello Turbo II ma il motore era il 1.3 aspirato da 67 cavalli. 
Un restyling leggero debutta nel marzo 1985 e ha portato al debutto una nuova calandra frontale asimmetrica e alcuni miglioramenti alle rifiniture interne. I modelli E ed E II furono sostituiti dalla E III, mentre debutta il nuovo allestimento base U. il mese successivo debuttò la trasmissione automatica Hypershift a quattro marce con un overdrive controllato elettronicamente sulla seconda, terza e quarta marcia, in modo da simulare un cambio a 7 marce. 
Le versioni commerciali erano chiamate City Pro in Giappone ed erano disponibili a due o cinque posti (Pro T e Pro F).
In Europa la vettura fu ribattezzata Honda Jazz, poiché la tedesca Opel possedeva i diritti sul nome City (associato alla versione accorciata della Kadett C). La City/Jazz fu venduta in Europa dal 1982 al 1986, ma a causa del prezzo troppo elevato non riscontrò successo.  L’allestimento inoltre era solo a 4 posti e il motore erogava 45 CV o 56 CV a seconda dei paesi. 
La City fu venduta anche in Australia e in Nuova Zelanda nelle versioni commerciali a due o quattro posti per via di restrizioni locali sulle importazioni.

## City Turbo
La Honda City Turbo è stata la versione sportiva della City prodotta tra il settembre 1982 fino al 1986.

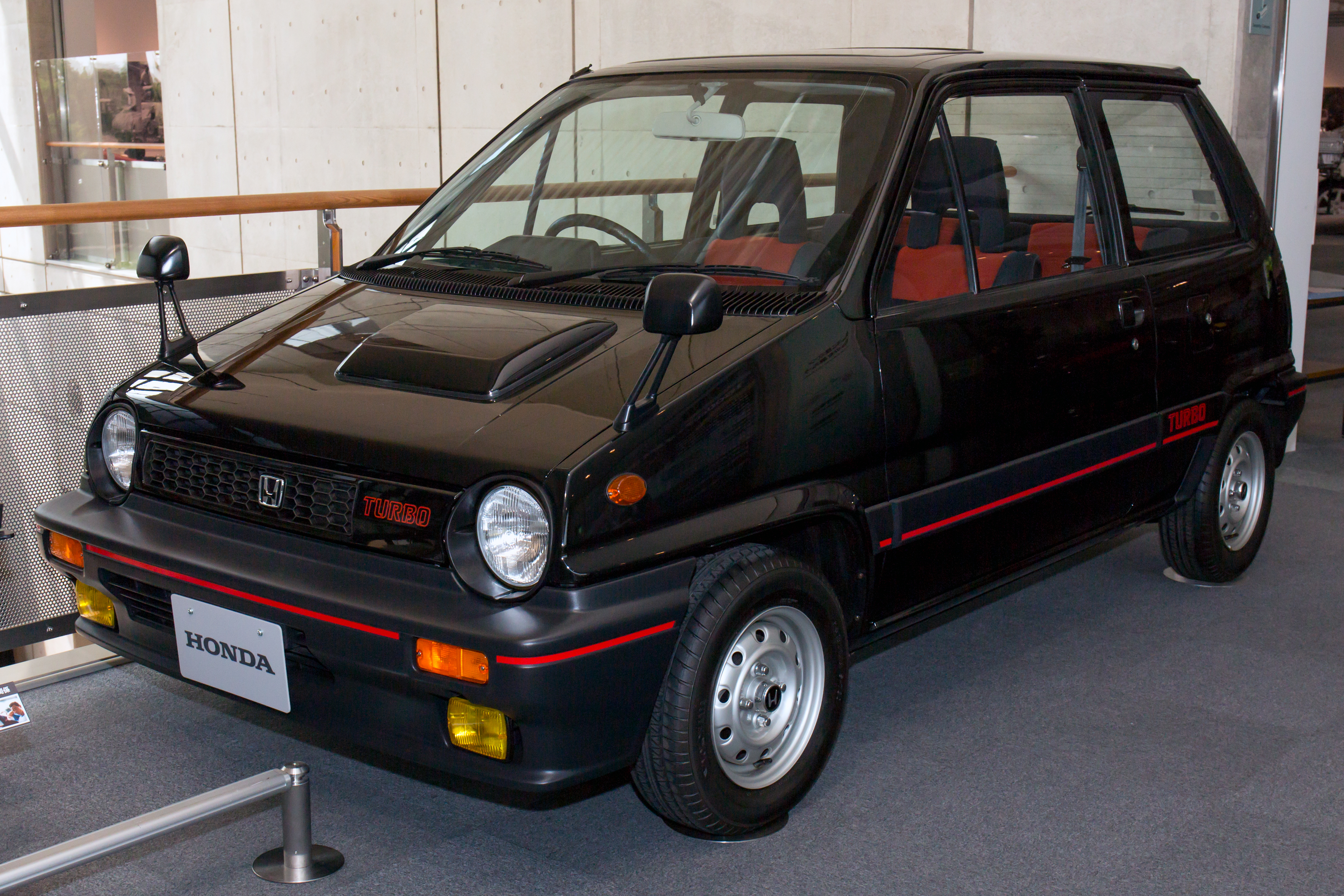
Honda City Turbo del 1982

Venne ideata da Hirotoshi Honda, figlio del fondatore della casa automobilistica Sōichirō Honda, nonché fondatore e proprietario di Mugen Motorsports. All'inizio degli anni ottanta Mugen era una piccola azienda di tuning che si stava affermando sul mercato producendo componenti per motociclette e automobili. Quando debuttó la City, Hirotoshi iniziò a studiarne una versione elaborata ad alte prestazioni della vettura e il modello definitivo venne presentato alla dirigenza Honda che, impressionata, l’approvò e ne realizzò una versione di produzione, introdotta nel settembre 1982. 
Alcuni mesi prima del debutto gli ingegneri della Honda avevamo effettuato due prove di resistenza della City Turbo percorrendo un viaggio di andata e ritorno in Europa di 10.000 km partendo dalla Sicilia e con arrivo a Karasjok in Norvegia.
Nel novembre 1983, debutta la Turbo II con intercooler, parafanghi allargati, minigonne laterali, alettone posteriore e un aspetto molto più sportivo. La Turbo II venne soprannominata "Bulldog". Per circa un anno nella gamma erano presenti sia la Turbo che la Turbo II ma alla fine del 1984 la produzione della versione Turbo originale fu interrotta e rimase a listino solo la Turbo II. L’estetica della Turbo II venne ripresa dalla City Cabriolet ma dotata del motore aspirato. 

### Motore

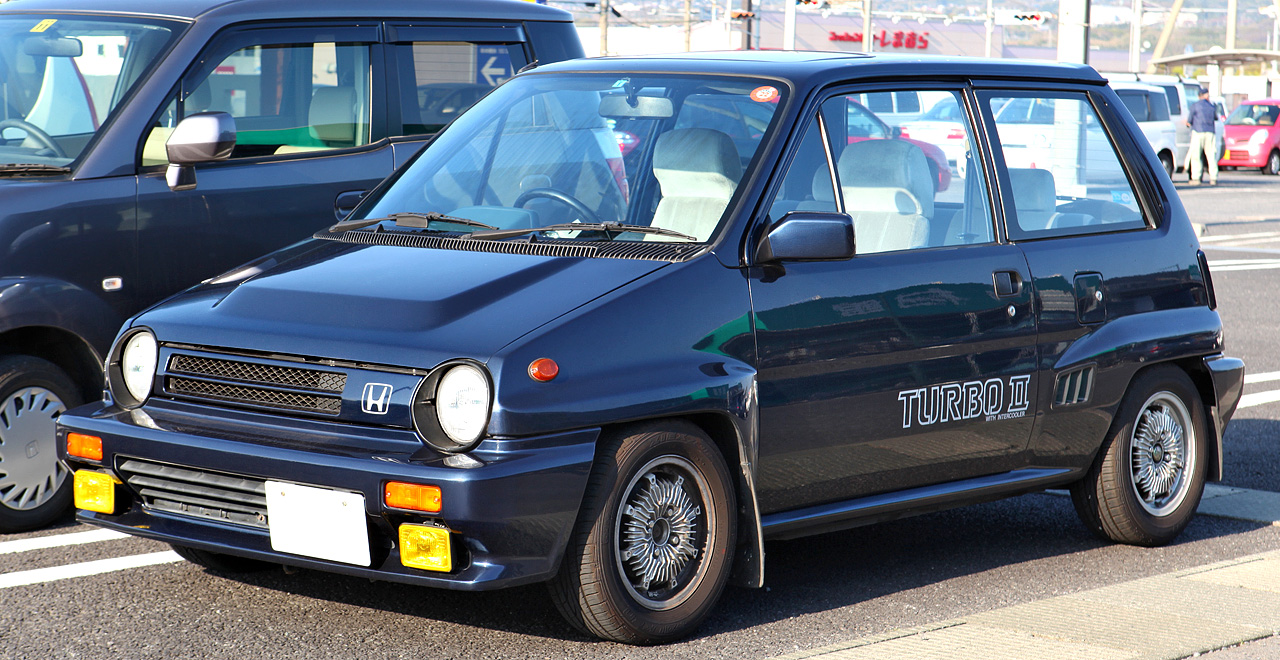
La City Turbo II

La City Turbo ereditava il motore  "ER" da 1231 cc con l'aggiunta di un turbocompressore che ha portata la potenza massima a 100 CV (74 kW) a 5.500 giri/min la coppia massima a 147,1 N⋅m a 3.000 giri/min erano disponibili. Ulteriori modifiche al motore erano nella testata in lega di alluminio/titanio e valvole in magnesio per ridurre il peso. Il turbocompressore IHI RHB51, sviluppato in joint venture tra Ishikawajima Heavy Industry e Honda, era più leggero e più piccolo della maggior parte degli altri turbo e poteva funzionare a regimi più alti. In combinazione con l'iniezione di carburante PGM-FI Honda e ad una unità di controllo digitale a 8 bit, è stato possibile ridurre al minimo il turbo lag. Lo scatto 0–100 km/h avveniva in 8,6 secondi. 
La successiva City Turbo II presentava uno scarico inedito, un corpo farfallato leggermente più grande, un collettore di aspirazione modificato, il turbo che lavorava a regimi più elevati,  e un rapporto di compressione leggermente rialzato (7,6: 1). Erogava 110 CV (81 kW) a 5500 giri/min e 159,8 N⋅m di coppia a 3000 giri/min.